# 堀田駅 (名古屋市営地下鉄)
堀田駅（ほりたえき）は、愛知県名古屋市瑞穂区苗代町にある、名古屋市営地下鉄名城線の駅である。駅番号はM25。アクセントカラーは黄色。

## 歴史
- 1974年（昭和49年）3月30日：地下鉄4号線の駅として開業。
- 2004年（平成16年）10月6日：地下鉄4号線を名城線に改称。
- 2005年（平成17年）：バリアフリー化。エレベーターが設置される。
- 2021年（令和3年）2月22日：可動式ホーム柵使用開始。

## 駅構造

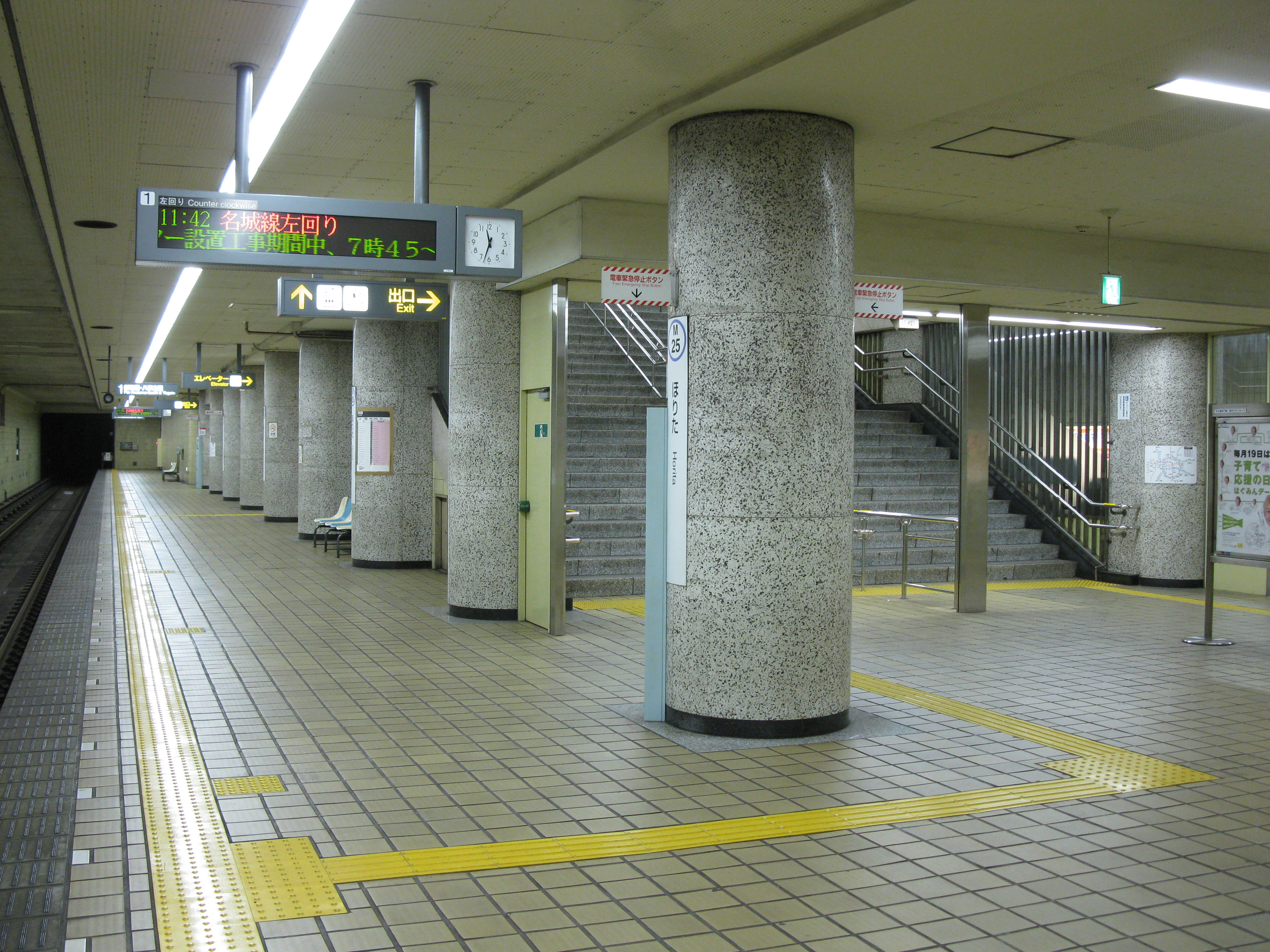
プラットホーム

島式ホーム1面2線を有する地下駅。地上階と改札階･ホーム階と改札階を結ぶエレベーターが設置されている。また、ホーム階と改札階とを結ぶ上り専用のエスカレーターも設置されている。
当駅は、名城線南部駅務区金山管区駅が管轄している。
当駅は地上階からホーム階までの深さは約14m弱ある（コンコース階までは約10m弱）。

### のりば
| ホーム | 路線   | 方向   | 行先             |
| ------ | ------ | ------ | ---------------- |
| 1      | 名城線 | 左回り | 新瑞橋・八事方面 |
| 2      | 名城線 | 右回り | 金山・栄方面     |

## 利用状況
名古屋市統計年鑑によると、当駅の一日平均乗車人員は以下の通り推移している。
- 2004年度：5,599人
- 2005年度：6,326人
- 2006年度：6,680人
- 2007年度：6,958人
- 2008年度：6,986人
- 2009年度：6,818人
- 2010年度：6,778人
- 2011年度：6,783人
- 2012年度：6,952人
- 2013年度：7,272人
- 2014年度：7,294人
- 2015年度：7,501人
- 2016年度：7,616人
- 2017年度：7,695人
- 2018年度：7,782人
- 2019年度：7,669人

※ 日中は名鉄堀田駅より列車の停車本数が少ないものの、利用客数にそれほど差はない。

## 駅周辺
駅は空港線と妙音通が交差する地下鉄堀田交差点の地下に位置する。名鉄名古屋本線 堀田駅近くにある堀田駅前交差点と区別するため、「地下鉄」の文字が交差点名および市バス停留所名に入っている。

### 周辺の施設
- 名鉄名古屋本線 堀田駅
  - 当駅と同名だが、北方に300mほどの距離がある。
- ブラザー工業本社・瑞穂工場・桃園工場・技術開発センター
  - ブラザーミュージアム
  - ブラザー記念病院
- エクシング本社
- 名古屋堀田郵便局
- 名古屋高速3号大高線
- 空港線（名古屋市道堀田高岳線）
- 国道1号
- 妙音通（愛知県道221号岩崎名古屋線）
- 愛知みずほ大学
- 愛知みずほ大学瑞穂高等学校
- 名古屋市立田光中学校
- 名古屋市立穂波小学校
- カインズ名古屋堀田店
  - エイムスクエアゲート（カインズ敷地内）
  - しゃぶ葉堀田店（同上）

### バス路線
最寄り停留所は、地下鉄堀田となっている。以下の路線が乗り入れ、名古屋市営バス（名古屋市交通局）により運行されている。
- 基幹1（東郊線）：栄行、鳴尾車庫行、星崎行、笠寺駅行
- 金山18：要町行、金山行、名鉄堀田行
- 瑞穂巡回：新瑞橋行（右回り・左回り）

## 隣の駅
名古屋市営地下鉄
 名城線
妙音通駅 (M24) - 堀田駅 (M25) - 熱田神宮伝馬町駅 (M26)